# آژانس کاوش‌های هوافضای ژاپن
آژانس پژوهش‌های هوافضای ژاپن (به ژاپنی: 宇宙航空研究開発機構) سازمان ملی فضایی کشور ژاپن است.
این سازمان (به انگلیسی: Japan Aerospace Exploration Agency) و با نام کوتاه جاکسا (JAXA) شناخته می‌شود.
(ژاکسا) یا جاکسا در تاریخ یکم اکتبر ۲۰۰۳ میلادی از طریق ادغام سه سازمان مستقل تشکیل شد و مسئول پژوهش، توسعهٔ فناوری و پرتاب ماهواره به مدار است. ژاکسا همچنین در بسیاری از ماموریت‌های پیشرفتهٔ دیگری مانند اکتشاف سیارک و احتمال مشارکت در اکتشاف‌های سرنشین‌دار ماه درگیر است. مرکز این سازمان در مرکز فضایی تانیگاشیما در جزیرهٔ تانیگاشیما در استان کاگوشیما ژاپن قرار دارد.

## موشک‌ها
جاکسا از موشک HIIA استفاده می‌کند و از مشابه آن به نام HIIB نیز برای پرتاب ماهواره‌های آزمایشی، هواشناسی، الخ استفاده می‌کند. جاکسا برای مأموریت‌های علمی اخترشناسی پرتو ایکس از موشک اپسیلون استفاده می‌کند.